# Barași, Iemilciîne
Barași (în ucraineană Бараші) este o comună în raionul Iemilciîne, regiunea Jîtomîr, Ucraina, formată numai din satul de reședință.

## Demografie
Componența lingvistică a comunei Barași
     Ucraineană (99,11%)
     Alte limbi (0,89%)
Conform recensământului din 2001, majoritatea populației comunei Barași era vorbitoare de ucraineană (99,11%), existând în minoritate și vorbitori de alte limbi.